# Famille Campanari
Pour les articles homonymes, voir Campanari.
 (juillet 2024).
Si vous disposez d'ouvrages ou d'articles de référence ou si vous connaissez des sites web de qualité traitant du thème abordé ici, merci de compléter l'article en donnant les références utiles à sa vérifiabilité et en les liant à la section « Notes et références ».
La famille Campanari , Vincenzo et ses trois fils : Carlo, Secondiano et Domenico, est notoire au XVIIIe siècle pour ses recherches archéologiques.
Archéologues, ils sont aussi marchands d'artéfacts archéologiques provenant de tombes étrusques dont ils assuraient la recherche et les fouilles à grande échelle en Italie, principalement en Étrurie.

## Historique

### Vincenzo Campanari

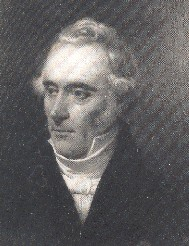
Vincenzo Campanari

Vincenzo Campanari (Tuscania, 27 juillet 1772 - Tuscania, 13 juin 1840) était un riche propriétaire dans la région de Toscanella (aujourd'hui Tuscania) alors sous l'autorité des États pontificaux. Il s'intéressa au passé lointain de la province et notamment aux vestiges étrusques.
En 1825, il explora la nécropole à Camposcola qui lui permit de penser que d'autres vestiges pourraient être découverts dans la région. Le gouvernement pontifical autorisa des fouilles à Vulci en 1828 que Vincenzo financera en créant une société d'archéologie qui répartit les trésors découverts à parts égales. À partir de 1834, les fouilles sur le territoire des États pontificaux ont été entreprises sur la base d'un accord signé avec la Chambre apostolique.

### Famille
Dans la première moitié du XIXe siècle le grand intérêt pour le monde étrusque en Europe et surtout à Londres, devint plus scientifique (passage de l'étruscomanie à l'étruscologie).
Durant ces années la famille Campanari, habitant Tuscania, le père  Vincenzo et ses trois fils Carlo, Secondiano et Domenico, s'était distinguée pour ses découvertes archéologiques à Véies, Vulci et Tuscania, et dans leur collection, les Campanari possédaient des dizaines de sarcophages étrusques retrouvés dans ces villes.

En 1837, ils organisèrent une exposition de sarcophages étrusques (placés dans des décors de tombes reconstituées) lors de l'exposition Pall Mall à Londres dans le quartier du West End. Ceux-ci provenaient surtout de Tuscania appelée à l'occasion « la ville des sarcophages étrusques ». Cette exposition rencontra un certain succès et de nombreux Anglais partirent visiter les monuments étrusques en Italie.

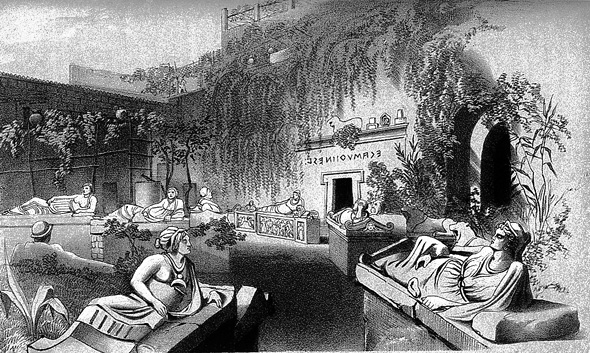
Le jardin Campanari à Toscanella (George Dennis)

Ayant vu l'exposition, George Dennis décida de se rendre en Italie, à Tuscania afin de voir leur jardin transformé en une petite nécropole avec les sarcophages des Vipinanas.
En 1839 dans leur maison de Toscanella, il reconstituèrent fidèlement une tombe à semidado où ils avaient déjà placé les sarcophages de la tombe des Vipinanas (24 sarcophages) découverte dans la nécropole de Calcarello.
On leur doit, parmi d'autres  découvertes, celle de la tombe Campanari (1833) à Vulci, celle des Statlanes et des Vipananas à Tuscania.
Leur collection a été disséminée dans les divers musées archéologiques mondiaux et une grande partie est visible au Museo Nazionale Archeologico di Tuscania.
Leur jardin, vidé de tout matériel, situé au numero 11 via Campanari (à l'époque via della Cava) est toujours visible.